# Enriqueta Dorotea d'Oettingen
Enriqueta Dorotea d'Oettingen (en alemany Henriette Dorothea von Oettingen-Oettingen) va néixer a Oettingen (Alemanya) el 14 de febrer de 1672 i va morir a Idstein el 18 de maig de 1728. Era una noble alemanya, filla del príncep Albert Ernest I (1642-1683) i de Cristina Frederica de Württemberg (1644-1674).

## Matrimoni i Fills
El 22 de novembre de 1688 es va casar a Kirchheim unter Teck amb el príncep Jordi August de Nassau-Idstein (1665-1721), fill de Joan de Nassau-Idstein (1603-1677) i d'Anna de Leiningen-Falkenburg (1625-1668). El matrimoni va tenir 12 fills: 
- Frederic Ernest (1689-1690).
- Cristina Lluïsa (1691-1723), casada amb Jordi Albert d'Ostfriesland (1689-1743).
- Carlota Eberhardina (1692-1693).
- Enriqueta Carlota (1693-1734), casada amb Maurici Guillem de Saxònia-Merseburg (1681-1731).
- Elionor Carlota (1696-1696).
- Albertina Juliana (1698-1722), casada amb Guillem Enric de Saxònia-Eisenach (1691-1741).
- Frederica Augusta (1699-1750), casada amb Carles August de Nassau-Weilburg (1685-1753).
- Joana Guillemina (1700-1756), casada amb Simó Enric de Lippe-Detmold (1694-1734).
- Frederic August (1702-1703).
- Guillem Saumuel (1704-1704).
- Elisabeth Francesca (1708-1721).
- Lluïsa Carlota (1710-1721).